# Charles Dehelly
Pour les articles homonymes, voir Dehelly.
Charles Dehelly, né le 19 octobre 1950 à Paris, est le directeur général adjoint d’Atos. Il est diplômé de l'École nationale supérieure d'arts et métiers.

## Biographie

### Études
Il est diplômé de l'École nationale supérieure d'arts et métiers (Ch. 170). 

### Parcours professionnel
Il commence sa carrière chez Thomson, où il occupe plusieurs postes de direction de division. 
Il est nommé directeur général adjoint de Bull, en 1992, avant d’être nommé président de Bull SA. Ensuite, il devient directeur général de Zenith Data Systems puis président de Bull Europe. 
En 1998, il revient chez Thomson. Il est nommé directeur général en 2002. 
En 2005, il dirige Equant, en tant que président du directoire, ceci jusqu’à son intégration au sein du Groupe France telecom. En 2006, il est nommé président d'Arjowiggins .
Fin 2008, il est nommé directeur général adjoint d'Atos Origin, chargé des opérations.
C'est un proche de Thierry Breton, comme l'atteste son parcours professionnel.

## Mandats en cours
- Directeur général d'Atos Origin
- Président du Cercle La Rochefoucauld
- Président de la Fondation des Arts et Métiers

## Autres mandats échus
- Directeur général de Thomson
- Président de Bull Europe

## Distinctions
- Chevalier de l'ordre national du Mérite (2000) [4] ;
- Chevalier de la Légion d'honneur (2006)[5].